# Mister Jip
Mister Jip è un personaggio dei fumetti, creato da Terry Austin e Bret Blevins, pubblicato dalla Marvel Comics.

## Storia
L'uomo che sarebbe diventato Mister Jip nacque secoli fa da qualche parte in Asia. Ha vagato per il mondo come studioso nella ricerca della conoscenza e si è recato in Tibet nella leggendaria città di Kamar-Taj. Sebbene la città fosse in rovina, Jip incontrò l'Antico e divenne il suo primo apprendista. Come suo allievo, Jip fu istruito nelle arti della magia buona, ma in segreto, cercò libri di magia oscura e praticò rituali proibiti per aumentare il proprio potere. Quando l'Antico lo scoprì lo ripudiò da suo apprendista. Jip ha iniziato a estendere la sua vita possedendo i corpi degli altri.
Da solo, Jip continuò a voler aumentare ulteriormente la sua conoscenza delle arti oscure. Per farlo ha continuato a sacrificare vite umane per prolungare la sua vita con la conseguenza di mutare il suo corpo in una forma mostruosa. Nonostante il suo desiderio di dominare il mondo, Jip rimase nascosto nei secoli e raramente si rivelò agli altri.
Apparve a Cloak, nascosto nel corpo ospitante di un commesso. Il Mantello era diventato impotente e sentiva che Dagger non sarebbe più stata interessata a lui. Jip gli ha restituito i poteri in cambio di un prezzo. Successivamente ha poi combattuto Cloak e Dagger con i suoi schiavi, Giorno e Notte, che hanno poteri simili a quelli di Cloak e Dagger. Il prezzo richiesto da Jip tempo prima era impossessarsi del corpo di Cloak come nuovo ospite. Dagger fu scioccata dal fatto che Cloak avrebbe rinunciato a una vita normale e l'avrebbe lasciato, ma è tornata in tempo per impedire a Jip di impossessarsi del corpo di Cloak e farlo scappare. Jip quindi costrinse Cloak a consegnare Dagger nelle sue grinfie, poi lo imprigionò. Jip avrebbe combattuto e manipolato Cloak e Dagger nei mesi successivi, spesso agendo attraverso i suoi tirapiedi Giorno e Notte, mentre in altre occasioni ha agito per proteggerli.
Attraverso Notte, Jip in seguito ha fomentato la battaglia tra il posseduto Dagger ei membri di X-Factor. Il piano è stato sventato da Cloak, l'obiettivo di Dagger è stato accecato di conseguenza. Jip fu rivelato come il maestro della forma pazza del prete Francis Delgado.
Jip ha anche usato gli X-Men come suoi agenti durante gli eventi di Atlantis Attacks. Respinse un tentativo da parte dei membri della Serpent Society di rubare uno dei suoi artefatti mistici. Ha temporaneamente scambiato le menti del prigioniero Dazzler e Diamondback nei rispettivi corpi. Ha fomentato una battaglia tra gli X-Men e la Serpent Society. Tuttavia, non riuscì a impedire il furto del suo manufatto da Sidewinder e Diamondback, che lo consegnarono ai loro clienti Ghaur e Llyra.
Mister Jip in seguito contattòr con il dottor Destino per scambiare Dagger con un libro di magia nera in possesso di Destino. Jip ha ucciso Francis Delgado e si è impossessato del suo corpo. Come Delgado, uccise padre Michael Bowen, zio di Dagger, e accompagnò Dagger in Latveria. Il tentativo di consegnare Dagger al Dottor Destino è stato sventato da Cloak, Notte, Brigid O'Reilly e "Rusty" Nales. Jip ripristinò la vista di Dagger, ma fu apparentemente distrutto da un "proiettile dell'oscurità vivente" di Notte e sparato da Rusty.

## Altri media
- Nella serie Cloak & Dagger, nell'episodio 6 "La casa degli specchi", quando Tyrone Johnson tocca un individuo di nome Kev e guarda nelle sue paure, vede un'alta figura ammantata di nero con una maschera bianca. Lo showrunner della serie Joe Pokaski ha annunciato che questa figura altri non è che Mister Jip e che egli tornerà nella seconda stagione.[8]